# Pražskopředměstská radnice
Pražskopředměstská radnice byla postavena v letech 1926–1927 a do sloučení s Hradcem Králové v roce 1942 zde sídlilo vedení města Pražského Předměstí u Hradce Králové.

## Historie
Od odtržení Pražského Předměstí od Kuklen v roce 1890 se nacházel obecní úřad vždy v domě zvoleného starosty. Poté se několikrát stěhoval, spolu s místními hasiči do obecního domu čp. 201 v Chelčického ulici (postaven v roce 1903 na místě dnešní sokolovny, o 20 let později prodán TJ Sokol), poté do Školské ulice (dnešní Habrmanova), a tak bylo přemýšleno o tom, že by byl pro radnici postaven nový vlastní objekt.
Ještě předtím však sloužil jako radnice dům v ulici U Koruny č.p. 486, postavený mezi lety 1923–1924. Dům byl moderní radnicí s dekorativní fasádou a obloučkovými prvky, která pojmula všechny významné městské funkce, služby a úřadovny, ale také služební byty. Tato situace však trvala velmi krátce, protože stávající radnice brzy přestala stačit a došlo k přístavbě nové radnice a obecního domu na adrese Sukovy sady, která byla realizovaná v letech 1926–1927. Autorem návrhu byl profesor J. Stejskal. 23. ledna 1926 byla vyhlášena veřejná soutěž na stavbu obecního domu. 14. srpna téhož roku byl ve schůzi městské rady vzat na vědomí výsledek ofertního řízení na stavbu obecního domu ve Fialových sadech. 21. srpna 1926 bylo ve schůzi městského zastupitelstva uděleno povolení ke stavbě obecního domu (radnice), jež byla zadána firmě V. Nekvasil a ing. R. Schmidt v Hradci Králové. Krátká zmínka o zadání stavby radnice se objevuje i v Lidových novinách z 1. září 1926:
„Novostavba radnice města Pražské Předměstí u Hradce Králové ve Fialových sadech zadána byla stavitelské firmě Schmidt a Nekvasil.“
V červnu 1927 byly zdejší úřední místnosti osvobozeny od domovní daně a o 2 měsíce později se městská rada usnesla na tom, aby byla novostavba radnice pojištěna proti požáru u pojišťovny Slavie. 28. října 1928 svítil na nové radnici až do Kuklen veliký letopočet 1918-1928. Přesunuta sem byla též veřejná obecní knihovna (veřejná knihovna Komenského, zal. 1892, od 1920 městskou knihovnou), která zde fungovala i po vytvoření tzv. Velkého Hradce Králové v roce 1942, přičemž o 5 let později byla otevřena takto: v úterý a ve čtvrtek od 17 do 19 hod., v sobotu od 13 do 15 hod. a v neděli od 8 do 10 hod. Roku 1938 byly přejaty dvě místnosti pro službu policejní a vedlejší přihlašovací úřad.

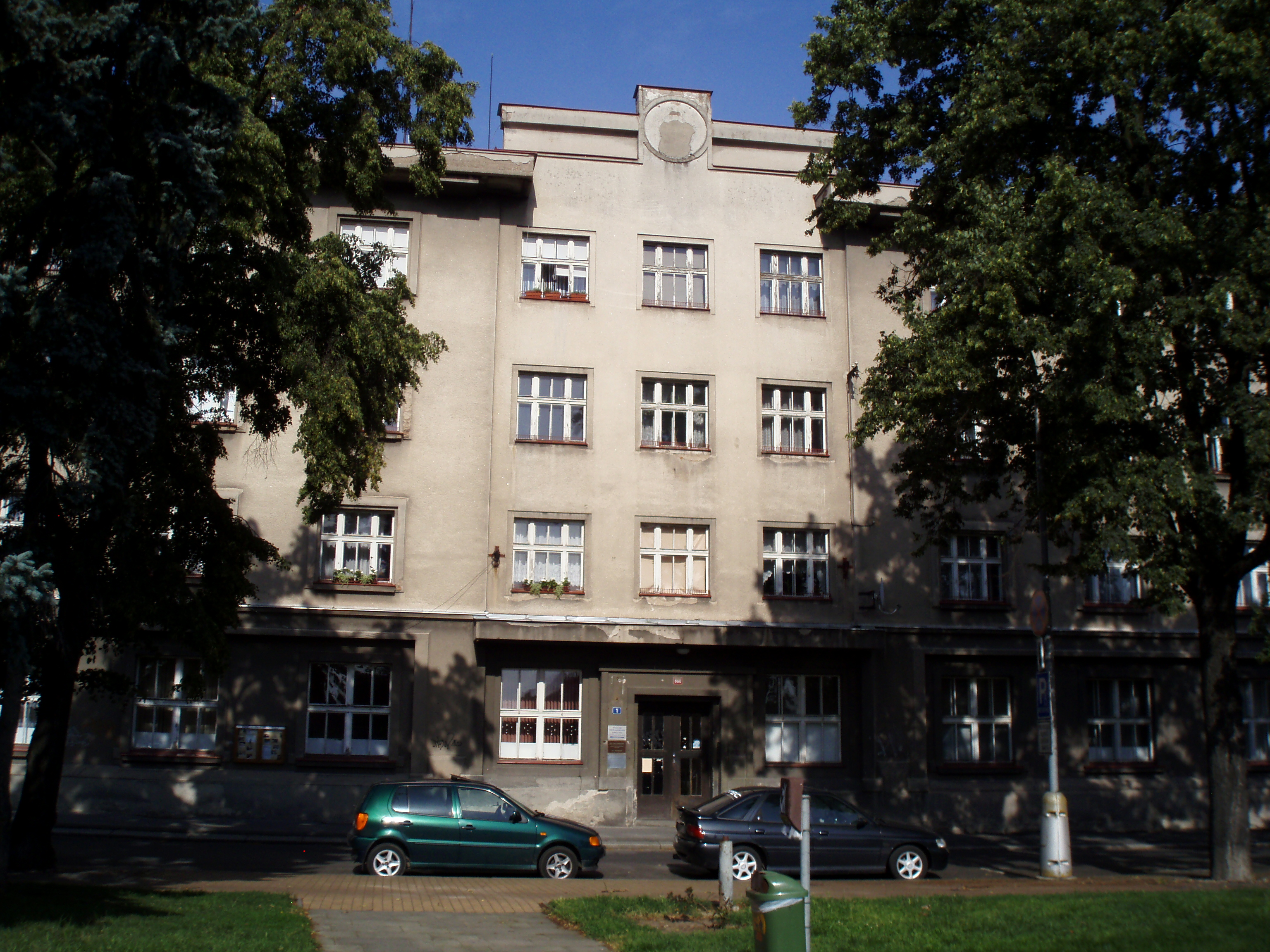
Dům čp. 660 před poslední rekonstrukcí

V roce 1974 se do objektu přestěhovalo dětské lékařské středisko a pohotovostní služba. Roku 1982 byla zahájena úprava šesti bytových jednotek. 5. dubna 1995 byla městskou radou schválena výběrová komise pro akci rekonstrukce ordinací Sukovy sady čp. 660. V témže roce byly Svazu skautů a skautek Junák pronajaty nebytové prostory tohoto domu (18. oddíl Stopa a klub Oldskautů). Roku 1996 byly pronajaty nebytové prostory v přízemí Haně Pekárkové na pracoviště pečovatelské služby a v 1. patře Danetě pro chráněné bydlení pro zdravotně postižené osoby. 21. listopadu 2006 městská rada projednala žádost nájemníků o poskytnutí slevy z nájemného z důvodu zhoršené kvality bydlení způsobené stavebními úpravami a rezolutně ji zamítla. 1. prosince 2009 městská rada schválila uzavření nájemní smlouvy na dobu neurčitou na bytové jednotky č. 24 a 26 s Oblastní charitou Hradec Králové za účelem samostatného bydlení s nájemným 500 Kč/m2/rok.
V roce 2013 byla provedena firmou FinEstate s. r. o. celková výměna oken, následovala oprava plochého střešního pláště, fasády technické nástavby, opravy klempířských prvků a o tři roky později došlo ke generální opravě uliční a dvorní fasády tohoto pětipodlažního domu, a to včetně rekonstrukce poruch konstrukcí balkonů a výměny klempířských prvků. Tyto práce provedla společnost STAVER Luže s. r. o.